# Christopher Wren (presbitero)
Christopher Wren (Londra, 17 settembre 1589 – Londra, 29 maggio 1659) è stato un presbitero inglese della Chiesa d'Inghilterra.
Fu padre del noto architetto inglese omonimo sir Christopher Wren.

## Biografia

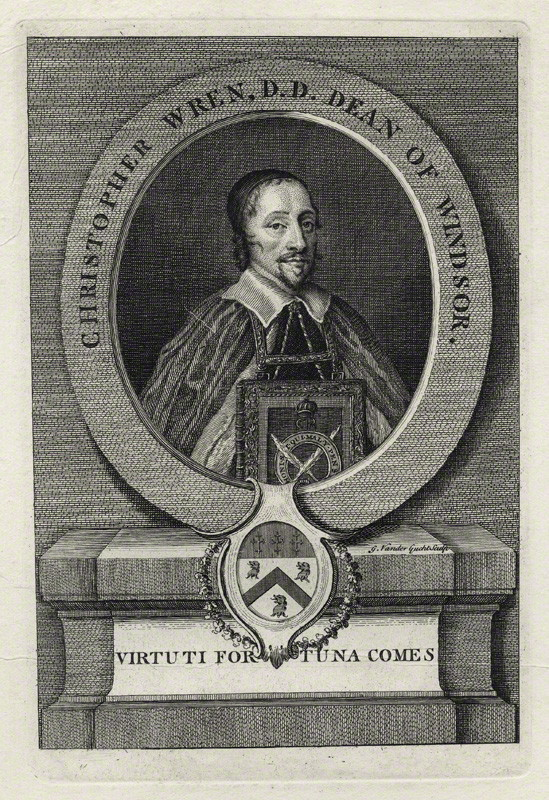
Il decano Christopher Wren in una litografia d'epoca

Figlio di Francis Wren, un mercante di Londra, e di sua moglie Suzanna Wiggington, era nipote di Cuthbert Wren, abitante a Monk's-Kirby, nella contea di Warwick. i cui antenati erano originari della Danimarca.
Vista la condizione di mercante del padre, egli ebbe l'opportunità di studiare dapprima alla Merchant Taylors School, ma successivamente decise di seguire il fratello maggiore Matthew (che sarà il suo predecessore alla carica di decano di Windsor) nella carriera ecclesiastica. Studiò quindi al St John’s College, Cambridge dove si diplomò nel 1609, laureandosi infine nel 1620. Nominato inizialmente cappellano del vescovo di Winchester, Lancelot Andrewes, venne nominato cappellano del re da re Carlo I d'Inghilterra ed in quello stesso anno ottenne anche il rettorato di Fonthill, nel Wiltshire. Nel 1623 ottenne il rettorato di East Knoyle.
Nel 1635 venne nominato decano di Windsor. Quando le forze dei parlamentari occuparono il castello di Windsor, egli si rifiutò di consegnare le chiavi della cappella al capitano Fogg, motivo per cui i soldati decisero di rompere la porta e di saccheggiare comunque la struttura. Wren riuscì ad ogni modo a preservare i registri dell'Ordine della Giarrettiera e la spada appartenuta a re Edoardo III d'Inghilterra. Per il proprio impegno personale venne ricompensato con la nomina a decano di Wolverhampton nel 1639 ed in quello stesso anno ottenne anche il rettorato di Great Haseley.
Sposò Mary Cox e con lei ebbe un figlio, il famoso architetto sir Christopher Wren.